# Tomohiro Matsunaga
Tomohiro Matsunaga (n. 27 iunie 1980, Yaizu, Japonia) este un luptător ce a reprezentat Japonia, medaliat olimpic. A participat la o ediție a Jocurilor Olimpice (2008) în care a câștigat o medalie de argint.

## Participări
Lista de mai jos prezintă principalele competiții la care a participat Tomohiro Matsunaga de-a lungul carierei.
- wrestling at the 2008 Summer Olympics – men's freestyle 55 kg[*]